# Treehouse of Horror XXV
Treehouse of Horror XXV é o quarto episódio da vigésima sexta temporada do seriado de animação de comédia de situação The Simpsons, sendo exibido originalmente na noite de 19 de outubro de 2014 pela Fox Broadcasting Company (FOX) nos Estados Unidos. É também o vigésimo quinto episódio de Halloween da série.
No episódio, Bart e Lisa são transportados para um universo alternativo cheio de demônios após Bart ler um conjunto de símbolos aramaicos que ele encontra embaixo de sua mesa; Os Simpsons são assombrados por uma família de fantasmas que são seus rostos anteriores, na época do The Tracey Ullman Show; A gangue da Laranja Mecânica do Moe é interrompida quando Dum(Homer) se apaixona por uma garota(Marge), que faz com que ele desista da vida de vândalo.

## Enredo

### Sequência de Abertura
O episódio não possui uma sequência de abertura habitual. Neste, Kang e Kodos estão um especial de TV, onde todos os convidados famosos foram torturados.

### Escola é um Inferno
O Diretor Skinner coloca Bart em detenção, e, enquanto tira o pó de uma mesa, encontra uma inscrição em aramaico. Lisa usa um aplicativo para traduzi-lo, eles são transportados para o inferno, que é uma escola. Bart se destaca nos assuntos diabólicos e pede aos seus pais que o deixem estudar lá permanentemente. Para seu teste final, ele deve torturar Homer; apesar da hesitação de Bart, Homer deixa ele. Um Homer desfigurado entrega para Bart um diploma de graduação como orador da turma.

### Amarela Mecânica
Moe tem uma gangue em Londres, conhecida como Amarela Mecânica, juntamente com Lenny, Carl e Homer. Homer se apaixona por uma garota (Marge) que o convence a desistir da gangue, e sua turma se desfaz. Anos mais tarde, Moe é atacado em casa, em um estilo similar aos antigos caminhos de sua gangue, e pede que Homer traga o grupo de volta, os policiais Lenny e Carl que juntam-se a eles novamante. Eles atacam uma orgia mascarada.

### Os Outros
Em uma paródia do filme Os Outros, a família Simpson encontra inexplicáveis milk-shakes de chocolate fosco e a televisão da casa só mostra Casado com uma Criança. Após um fantasma atacar durante o sono, Homer convoca outros fantasmas, que é a antiga família do The Tracey Ullman Show. Homer é atraído para o fantasma Marge, que ele prefere o antigo Homer mal-humorado, de modo que o ciúme de Marge mata-se para tornar-se um fantasma. O fantasma Homer fica com ciúmes e o Homer vivo morre com uma torradeira. Bart finge suicídio para se juntar aos fantasmas, enganando Lisa, que se mata. O fantasma de Lisa assassina Bart como forma de vingança. O Zelador Willie leva cadáveres das crianças para fazer guisado, e fica implícito que ele matou Maggie. Homer escolhe sua mulher moderna sobre o fantasma mais velho. Na manhã seguinte, à mesa do café, Lisa pergunta se poderia haver outras encarnações dos Simpsons, e uma gama de famílias Simpson com base em outras animações é mostrado. O segmento termina com a versão original do Homer, sem sucesso, tentando fotografar um bom retrato das duas famílias, uma homenagem direta ao curta "Retrato de Família", do The Tracey Ullman Show.

## Produção
O episódio foi escrito por Stephanie Gillies e dirigido por David Silverman. As estrela convidadas são John Ratzenberger e Biz Markie. O vídeo do segmento "A Clocwork Yellow" foi revelado na Comic Con, em Julho de 2014.
O produtor executivo Al Jean, em entrevista a Entertainment Weekly, falou sobre o terceiro segmento do episódio, destacando as vozes das versões anteriores da família: "As pessoas se lembram de Dan(Homer), mas Nancy(Bart) é diferente também, foi inferior ao registrar, e você pode ver na diferença neste segmento. Foi muito engraçado para obter a interação(entre as duas versões dos Simpsons) e para os atores verem a evolução das vozes. A grande coisa é que já tínhamos o elenco contratado para o Tracey Ullman dos Simpsons". Ele também revelou: "Nós demos a entender que eles foram assassinados e enterrados sob a casa, de modo que as pessoas expandirão esse pensamento: se as pessoas querem um banho de sangue real, no Halloween elas vão obtê-lo."